# Enicospilus sinadoneurus
Enicospilus sinadoneurus là một loài tò vò trong họ Ichneumonidae.